# بيقية سوداء
البيقية السوداء نوع نباتي يتبع جنس البيقية من الفصيلة البقولية. اسمه العلمي (باللاتينية: Vicia nigricans).
موطنها غرب أمريكا الشمالية حيث تنتشر من ألاسكا إلى شمال كاليفورنيا في الولايات المتحدة وفي الساحل الغربي لكندا.

## الوصف النباتي
نبات عشبي معمر. الورقة ريشية مركبة تنتهي بمحلاق. الأزهار لونها وردي غامق إلى أحمر أو بنفسجي (انظر الصورة). الثمرة قرن يحتوي أربع بذور لونه اسود عند النضج، ومن هنا أتى الاسم.